# چاه لف
چاه لف یک منطقهٔ مسکونی در ایران است که در دهستان نه واقع شده‌است. چاه لف ۲۹ نفر جمعیت دارد.